# 1000 (tal)
1000 (tusind) er:
- Det naturlige tal efter 999, derefter følger 1001
- Et heltal
- Et lige tal
- Et kubiktal (10×10×10)
- Et harshad-tal (tallets tværsum går op i tallet)
- Et sammensat tal

Romertallet for tusind er M.
SI-præfikset kilo angiver en faktor tusind, f.eks. er 1 kilogram lig 1000 gram.
SI-præfikset milli angiver en tusindedel, f.eks. er 1 millimeter lig 1/1000 meter.

## I matematik
1 promille (‰) er en tusindedel af en masse. Således er 1000‰ hele massen.

## Ordets ophav
Den indoeuropæiske rod er *teu, tu (= svulme op), hvoraf "tumor" (= svulst), "tumult" (= oprør), "tommelfinger" (= egt. "den svulmende finger"), længdemålet "tomme", og "dønning" (= egt. "svulmende vand").  Første led i "tusind" er af samme rod, mens andet led er "hundrede", hvad man nemmere ser af norrønt thúsund.  Betydningen af "tusind" var oprindeligt "et stort (opsvulmet) hundrede". Betegnelsen et storhundre har været i brug i nyere tid i Norge, Island og på Færøerne, men betød da 120. 

## Udvalgte tal mellem 1000 og 1999

### 1000-1099
1002 – et excessivt tal
1013 – et Sophie Germain primtal
1019 – et Sophie Germain primtal og et sikkert primtal
1022 – et friedmantal
1024 – 210, antallet af bytes i en kilobyte; et friedmantal
1031 – et Sophie Germain primtal
1035 – et trekanttal
1049 – et Sophie Germain primtal
1081 – et trekanttal
1087 – et heldigt tal

### 1100-1199
1103 – et Sophie Germain primtal
1128 – et trekanttal
1176 – et trekanttal
1184 – venskabstal med 1210
1187 – et sikkert primtal

### 1200-1299
1206 – et friedmantal
1210 – venskabstal med 1184
1213 – et latmirp
1223 – et Sophie Germain primtal
1225 – et trekanttal
1229 – et Sophie Germain primtal
1249 – et latmirp
1255 – et friedmantal
1260 – et friedmantal
1275 – et trekanttal
1283 – et sikkert primtal
1285 – et friedmantal
1289 – et Sophie Germain primtal
1296 – et friedmantal

### 1300-1399
1307 – et sikkert primtal
1319 – et sikkert primtal
1326 – et trekanttal
1367 – et sikkert primtal
1378 – et trekanttal
1395 – et friedmantal

### 1400-1499
1431 – et trekanttal
1435 – et friedmantal
1439 – et Sophie Germain primtal og et sikkert primtal
1440 – antallet af minutter i et døgn
1451 – et Sophie Germain primtal
1481 – et Sophie Germain primtal
1485 – et trekanttal
1487 – et sikkert primtal
1499 – et Sophie Germain primtal

### 1500-1599
1503 – et friedmantal
1510 – et defektivt tal
1511 – et Sophie Germain primtal
1523 – et sikkert primtal
1530 – et friedmantal
1540 – et trekanttal
1559 – et Sophie Germain primtal
1575 – et ulige excessivt tal
1583 – et Sophie Germain primtal
1596 – et trekanttal
1597 – et latmirp, det syttende fibonacci-tal

### 1600-1699
1601 – et Sophie Germain primtal
1619 – et sikkert primtal
1653 – et trekanttal

### 1700-1799
1711 – et trekanttal
1733 – et Sophie Germain primtal
1770 – et trekanttal
1792 – et friedmantal

### 1800-1899
1811 – et Sophie Germain primtal
1823 – et sikkert primtal
1827 – et friedmantal
1830 – et trekanttal
1889 – et Sophie Germain primtal
1891 – et trekanttal

### 1900-1999
1901 – et Sophie Germain primtal
1907 – et sikkert primtal
1913 – et primtal der har samme cifre, som det næste primtal (1931)
1931 – et Sophie Germain primtal
1953 – et trekanttal
1973 – et Sophie Germain primtal
1987 – det 300. primtal